# Alepisaurus
Az Alepisaurus a sugarasúszójú halak (Actinopterygii) osztályának Aulopiformes rendjébe, ezen belül az Alepisauridae családjába tartozó nem.

## Rendszertani besorolásuk
Az Alepisaurus az egyetlen neme, az Alepisauridae családnak.

## Tudnivalók
Az Alepisaurus-fajok mélytengeri halak, amelyek a Jeges-tenger peremétől, egészen a Déli-óceán közelében levő térségekig megtalálhatók. 640-1830 méteres mélységek között élnek. Testhosszuk fajtól függően 96-215 centiméter között mozog.

## Rendszerezésük
A nembe az alábbi 2 faj tartozik:
- Alepisaurus brevirostris Gibbs, 1960
- Alepisaurus ferox Lowe, 1833